# Politbureau van de Communistische Partij van China
Het Politbureau van de Communistische Partij van China, formeel bekend als het Politieke Bureau van het Centraal Comité van de Communistische Partij van China (Chinees: 中国共产党中央政治局, Hanyu pinyin: Zhōngguó Gòngchǎndǎng Zhōngyāng Zhèngzhìjú) en bekend als het Centraal Bureau voor 1927, is een groep van 25 mensen die toezicht houden op de Communistische Partij van China. In tegenstelling tot politbureaus van andere communistische partijen, is de macht binnen het Chinese politbureau gecentraliseerd in het Permanent Comité van het Politbureau van de Communistische Partij van China, een kleinere groep van zeven leden van het politbureau.
Het Politbureau wordt nominaal gekozen door het Centraal Comité. In de praktijk echter, geloven de meeste onderzoekers van de Chinese hedendaagse politiek dat het Politbureau een zelf-bestendigend lichaam is, met nieuwe leden van zowel Politbureau als zijn Permanent Comité die door een reeks beraadslagingen door huidige leden van het Politbureau en teruggetrokken leden van het Permanent Comité van het Politbureau worden gekozen. De huidige en voormalige Politbureau-leden voeren een reeks informele stropeilingen uit om het niveau van steun van de groep voor het lidmaatschap van elke nieuwe kandidaat in het Politbureau te bepalen. Het proces voor de selectie van het nieuwe Politbureau begint met een vergadering achter gesloten deuren door het zittende Permanent Comité van het Politbureau in het district Beidaihe in Qinhuangdao in de zomer voordat het partijcongres bijeenkomt.
De macht van het Politbureau ligt grotendeels in het feit dat zijn leden over het algemeen gelijktijdig posities binnen de staatsorganen van de Volksrepubliek China opnemen, naast de controle over personeelsbenoemingen die het Politbureau en het Secretariaat uitoefenen. Bovendien hebben sommige Politbureau-leden machtige regionale posities. Hoe het Politbureau intern werkt is onduidelijk, maar het lijkt erop dat het volledige Politbureau één keer per maand bijeenkomt en het permanent comité wekelijks bijeenkomt. Dit wordt verondersteld veel zeldzamer te zijn dan bv. de vergaderkalender van het vroegere Politbureau van de Communistische Partij van de Sovjet-Unie. De agenda voor de vergaderingen lijkt te worden gecontroleerd door de secretaris-generaal en besluiten worden genomen bij consensus in plaats van bij meerderheid van stemmen.
Het Politbureau werd overschaduwd door het secretariaat van het Centraal Comité van de Communistische Partij van China in de vroege jaren tachtig onder Hu Yaobang, maar is opnieuw naar voren gekomen als een dominante kracht na Hu's verdrijving in 1987.